# Katholische Akademie des Bistums Dresden-Meißen

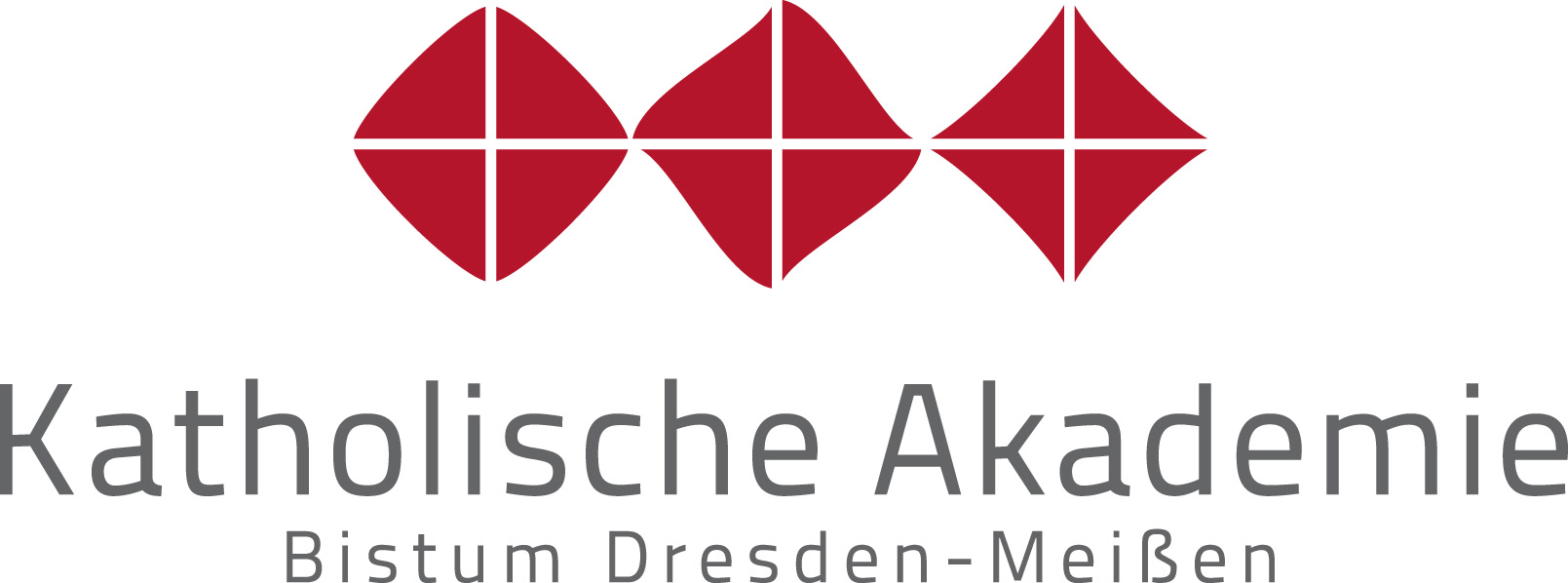
Logo der Katholischen Akademie des Bistums Dresden-Meißen

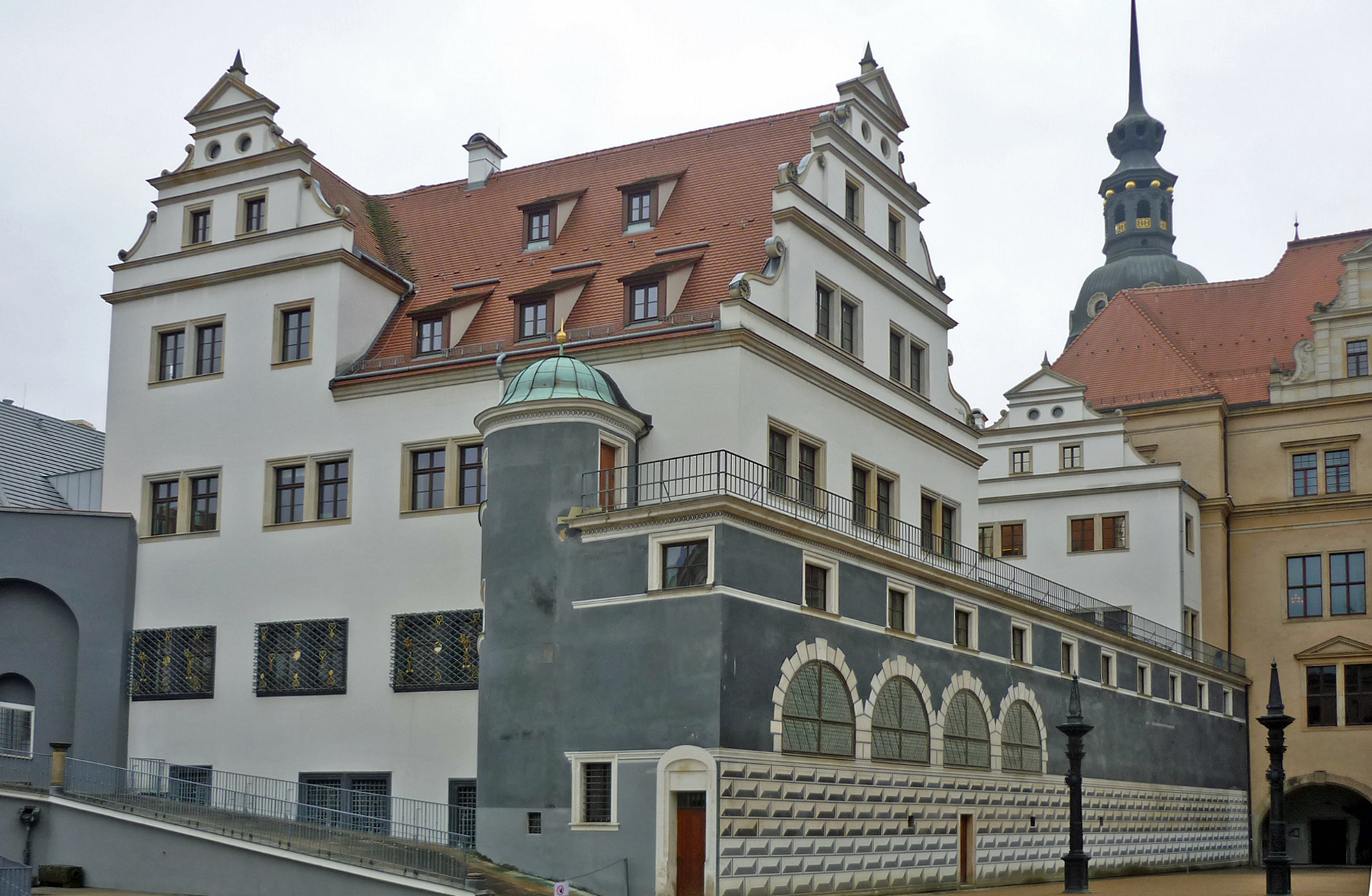
Das Haus der Kathedrale, Sitz der Katholischen Akademie des Bistums Dresden-Meißen

Die Katholische Akademie des Bistums Dresden-Meißen wurde 2001 als Bildungseinrichtung des Bistums Dresden-Meißen gegründet und befindet sich im Haus der Kathedrale in Dresden. Sie gehört zum Verbund der Katholischen Akademien in Deutschland und ist darin die jüngste Akademie. Sie hat ihren Schwerpunkt in der Erwachsenen- und Weiterbildung.

## Geschichte und Struktur

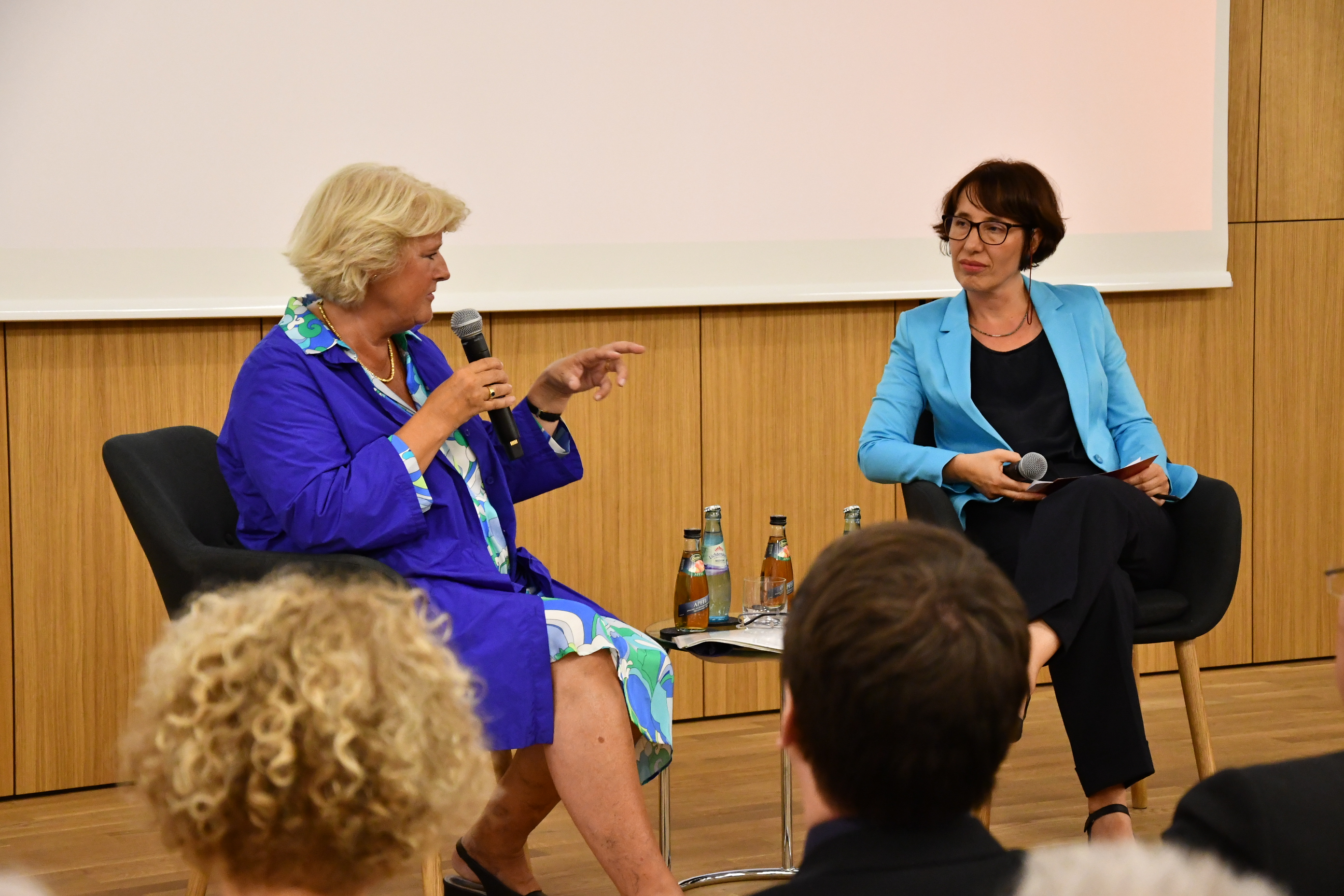
Monika Grütters und Ulrike Irrgang beim Festlichen Programmauftakt im August 2024

Mit dem Fall der Mauer 1989 kam es auch in den neuen Bundesländern zu Gründungen Katholischer Akademien. So 1991 in Dresden des selbstständigen Vereins Katholische Akademie Dresden e.V.
Von Seiten des Bistums Dresden-Meißen begann die Bildungsarbeit am 1. März 2000 mit der Schaffung des Kathedralforums. Damit entwickelte sich eine christliche Diskussions- und Gesprächsplattform für religiöse, politische, kulturelle und gesellschaftliche Themen innerhalb der sächsischen Gesellschaft. Dadurch hatte das Kathedralforum einen ähnlichen Bildungsauftrag innerhalb des gleichen Zielpublikums wie der Katholische Akademie Dresden e.V. Da das Bischöfliche Ordinariat Dresden-Meißen eine Doppelstruktur von Forum und Verein für nicht förderlich hielt, wurde Ende August 2001 die finanzielle Unterstützung für den Verein eingestellt. Der Verein bot noch bis 2002 ein reduziertes Veranstaltungsprogramm an und löste sich dann auf.
Unter dem damaligen Bischof Joachim Reinelt wurde im Juli 2001 die Katholische Akademie des Bistums Dresden-Meißen gegründet. Entstehungsgedanke und Ziel war es, in den großen Universitätsstädten des Bistums Bildungsplattformen zu etablieren. Charakteristisch für die Katholische Akademie des Bistums Dresden-Meißen ist demnach die schwerpunktmäßige Aufteilung in lokale Foren.
Erster Direktor der Katholischen Akademie des Bistums Dresden-Meißen war Joachim Klose, der die Institution bis 2006 leitete. Ihm folgte der Jesuitenpater Clemens Maas, welcher bis 2016 Akademiedirektor war. Von 2016 bis Januar 2024 leitete der Theologe Thomas Arnold die Akademie. Im Juni 2024 übernahm Ulrike Irrgang die Leitung der Akademie.

## Foren und Akademiestandorte

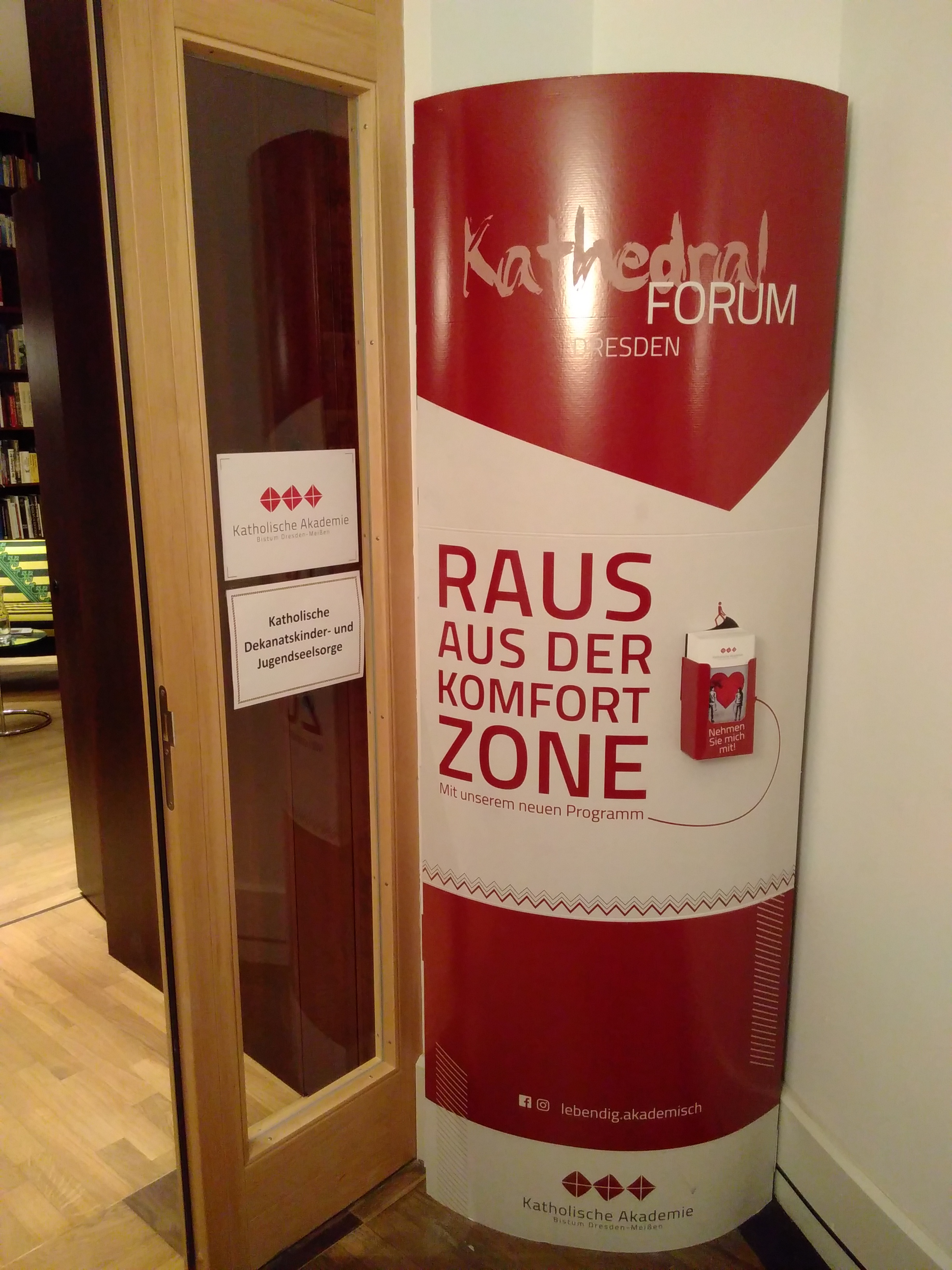
Werbeständer für das Kathedralforum am Eingang der Katholischen Akademie im Kanzleihaus

Die Katholische Akademie des Bistums Dresden-Meißen bietet mit ihren lokalen Foren schwerpunktmäßig Veranstaltungen in den größeren Städten Sachsens an: Agricolaforum Chemnitz, Kathedralforum Dresden, Novalisforum Freiberg, Leibnizforum Leipzig und Römerforum Zwickau.
Dahinter stand die Idee, an den sächsischen Orten universitärer Bildung für gesellschaftliche relevante Fragestellungen Schnittstellen zur interessierten Öffentlichkeit zu schaffen und zugleich regionale Prägungen dabei in besonderer Weise zu berücksichtigen. Mit dem kulturellen Schwerpunkt wurde zunächst in Dresden das Kathedralforum gegründet. Zwei Jahre später erfolgte 2002 mit einer naturwissenschaftlichen Ausprägung die Schaffung des Novalisforums in Freiberg. 2003 folgte das Agricolaforum in Chemnitz, mit dem Fokus auf technischen Themen. Ein Jahr später wurde mit dem Leibnizforum in Leipzig ein vierter Außenpunkt etabliert. Ebenfalls 2019 wurde mit dem Römerforum in Zwickau das fünfte Forum geschaffen. Als uneigenständige Institution des Bistums Dresden-Meißen befinden sich die Büroräume im Dresdner Haus der Kathedrale. Seit 2019 befindet sich eine weitere Büroniederlassung der Katholischen Akademie des Bistums Dresden-Meißen in den Räumen der Leipziger Propstei St. Trinitatis.
Trotz thematischer Differenzierungen ist das Ansinnen in allen Foren, sich mit wissenschaftlichen, politischen und gesellschaftlichen Fragestellungen der Gegenwart zu beschäftigen und dabei die Verknüpfung zur religiösen Dimension zu berücksichtigen.

## Aufgabenbereiche und Wirkungsfelder

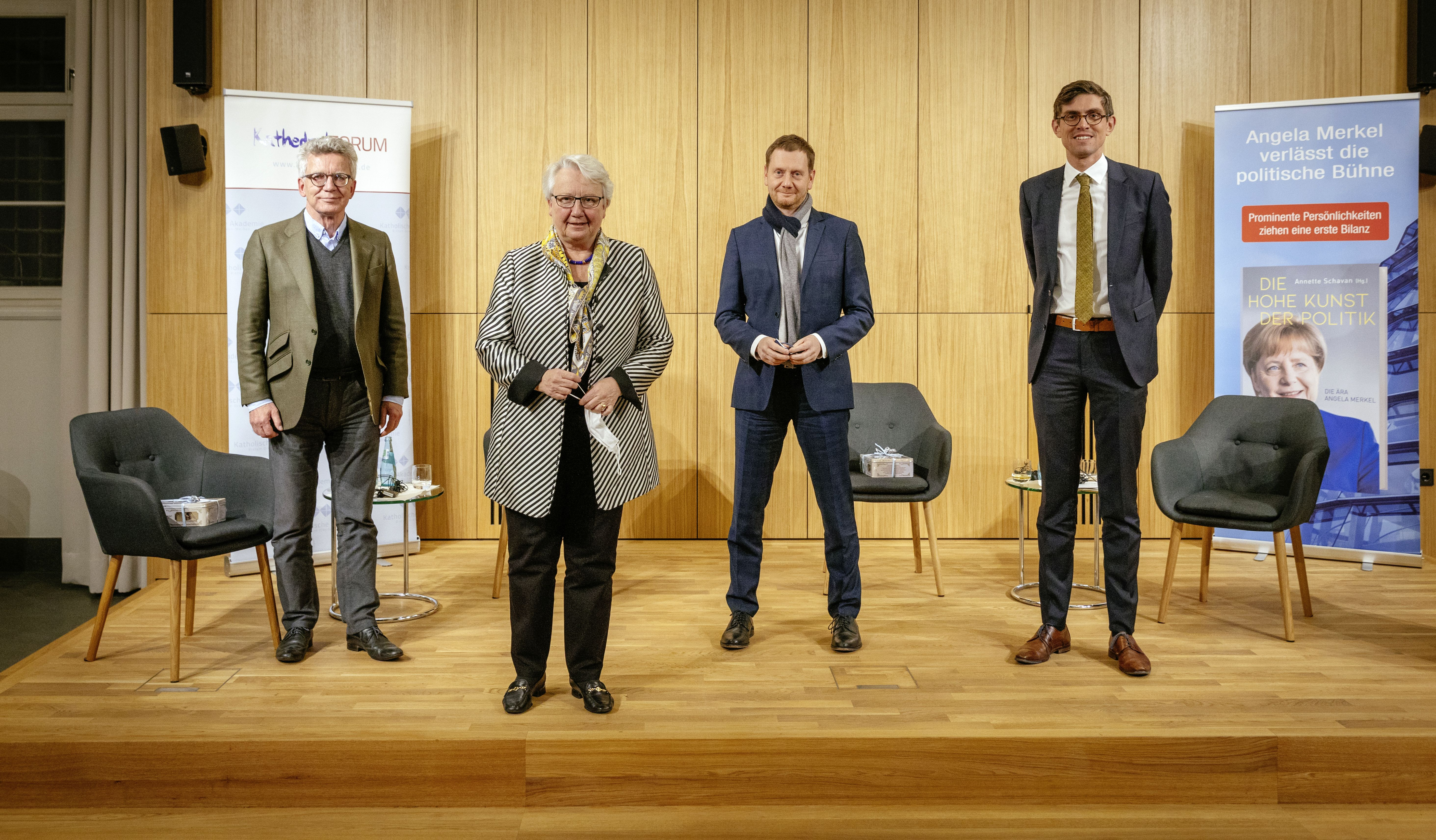
Forum „Die Lotsin geht von Bord“ der Katholischen Akademie (2021)

Mit verschiedenen Kooperationspartnern bietet die Katholische Akademie des Bistums Dresden-Meißen ein regelmäßiges Veranstaltungsprogramm an. Dieses umfasst insbesondere Abendvorträge und Podiumsdiskussionen sowie interdisziplinär angelegte Wochenendtagungen, Studientage und Exkursionen. Veranstaltungsreihen und Ringvorlesungen vervollständigen das Angebot. Dem Eigenverständnis nach fungiert sie dabei als Brückenbauer zwischen Kirche und Gesellschaft: es gilt, die katholischen Positionen in den gesellschaftlichen Diskurs einzubinden, sich in aktuelle politische Entscheidungsprozesse einzubringen und einen verantwortungsvollen Dialog zu wahren. Dabei soll explizit nicht nur ein binnenkirchliches Publikum angesprochen werden, sondern die Gesamtgesellschaft.

## Projekte

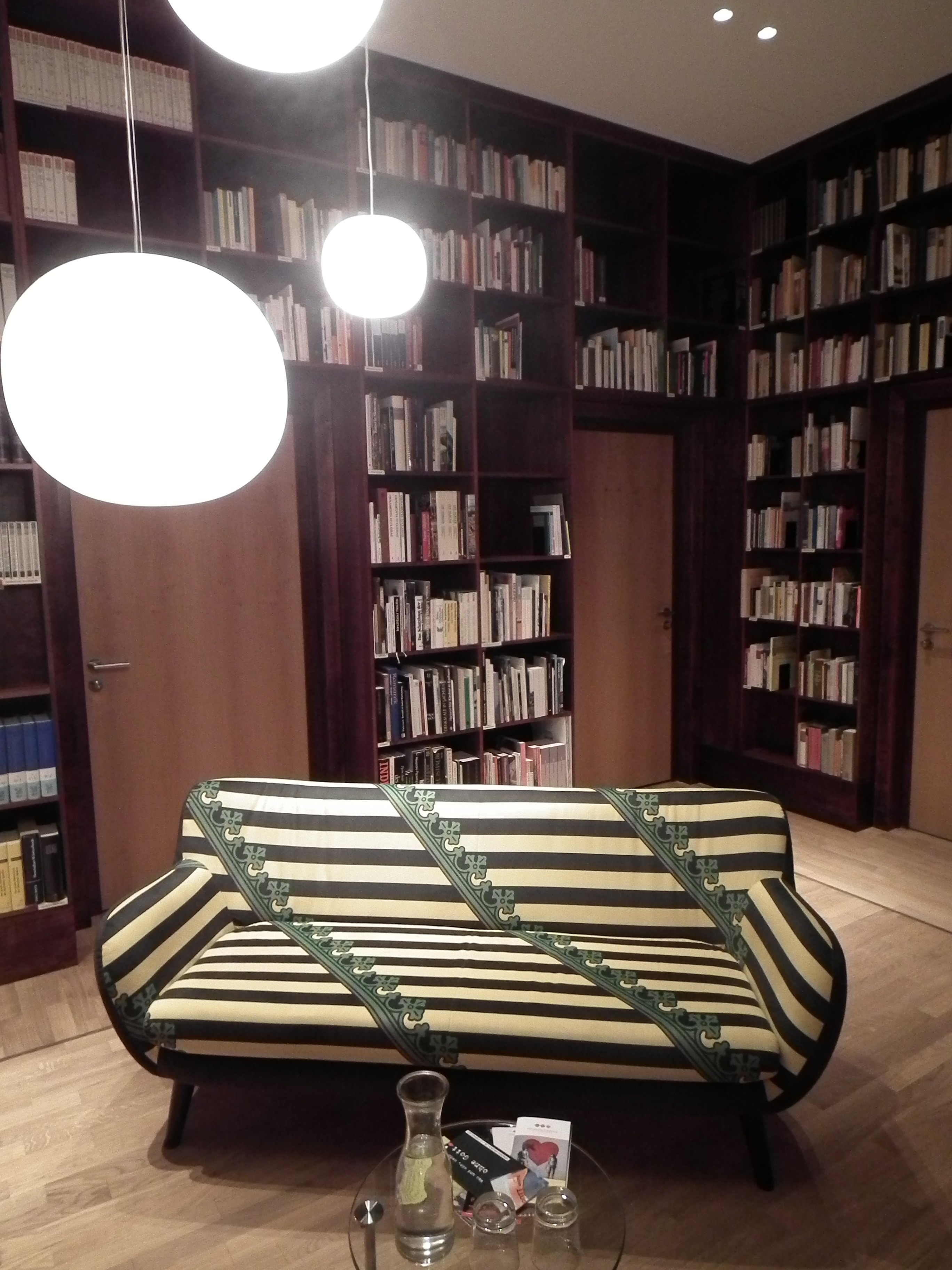
Das Sofa vom Projekt Sachsensofa in der Katholischen Akademie

Neben der regulären Bildungsarbeit in den einzelnen Foren bildet seit 2018 die Projektarbeit einen weiteren Schwerpunkt. Damit werden nicht nur gesellschaftsrelevante Themen tiefgreifender und längerfristig behandelt, sondern auch neue regionale Gebiete als Begegnungs- und Wirkungsstätte erschlossen. So war beispielsweise ein Spezifikum der Projekte Sachsensofa und Café Hoffnung bewusst in den ländlichen Raum Sachsens zu gehen und dort Bildungsangebote zu organisieren. Das Café Hoffnung wurde 2019 mit dem „Sonderpreis für eine innovative Projektidee“ im Rahmen des Wettbewerbs „Katholischer Preis gegen Fremdenfeindlichkeit und Rassismus 2019“ ausgezeichnet.
Weitere Beispiele für durchgeführte Projekte sind Violinen der Hoffnung, Sturzlage oder das Oral-History-Projekt 89 und Ich. Gezielt wurden historische Themenbereiche und Jubiläen, wie des Gedenkens an den Holocaust, der friedlichen Revolution und der Fall der Mauer behandelt und für den gesellschaftlichen Diskurs aufbereitet.
Mit einer Beteiligung am Bundesprogramm Respekt Coaches tritt die Katholische Akademie des Bistums Dresden-Meißen auch als Bildungsträger der politischen Jugendarbeit auf.